# Парламентские выборы в Испании (1993)
Парламентские выборы в Испании 1993 года состоялись в воскресенье, 6 июня, и стали пятыми проведёнными в соответствии с испанской Конституцией 1978 года. Были избраны все 350 членов Конгресса депутатов и 208 из 256 сенаторов.
Испанская социалистическая рабочая партия (ИСРП) во главе с премьер-министром Фелипе Гонсалесом в четвёртый раз подряд одержала победу на выборах в нижнюю палату испанского парламента, хотя и потеряла абсолютное большинство в обеих палатах кортесов. В противоположность этому, Народная партия Хосе Марии Аснара выступила гораздо успешнее чем раньше, значительно увеличив представительство в Конгрессе и Сенате, тем самым укрепив свои позиции в качестве главной оппозиционной партии страны. Впервые с 1979 года, в Испании был выбран «подвешенный» парламент, вынуждая правящую партию к сотрудничеству с националистическими группировками.
После выборов, ИСРП столкнулась с повышенным давлением, связанным как с политической нестабильностью, вызванной потерей социалистами абсолютного большинства и необходимостью договариваться о поддержке с «Конвергенцией и Союзом», а также из-за многочисленных случаев коррупции внутри правительства. Сотрудничество правящей партии с каталонскими националистами Микела Рока закончилось осенью 1995 года, заставив Фелипе Гонсалеса объявить за 15 месяцев до запланированной даты досрочные выборы, которые завершились первой победой правоцентристской Народной партии Аснара.

## Законодательная власть
Генеральные Кортесы, орган испанской законодательной власти, которые предстояло избрать 6 июня 1993 года, состояли из двух палат: Конгресса депутатов (нижняя палата, 350 депутатов) и Сената (верхняя палата, 208 выборных депутатов). Законодательная инициатива принадлежала обеим палатам, а также правительству, но Конгресс имел большую власть, чем Сенат. Только Конгресс мог утвердить премьер-министра или проголосовать за его отставку, и он мог отменить вето Сената абсолютным большинством голосов. Тем не менее, Сенат обладал несколькими эксклюзивными функциями, в частности, по утверждению конституционных поправок.
Эта система, закреплённая Конституцией Испании 1978 года, должна была предоставить политическую стабильность правительству, а также укрепить позиции премьер-министра, предусматривая вынесение вотума недоверия только Конгрессом. Она также внедрила более эффективную защиту от изменений конституции, требуя участия в принятии поправок обеих палат, а также предусмотрев специальный процесс с более высокими порогами утверждения и строгие требования в отношении общих конституционных реформ или поправок, касающихся так называемых «защищённых положений».

## Избирательная система
В 1985 году был принят новый закон о выборах, заменивший заменил временное законодательство, действовавшее с 1977 года. Таким образом, избирательная система и все процедуры выборов, с некоторыми изменениями, были отныне прописаны в едином законе. В частности, группы избирателей получали право выдвинуть кандидатов только собрав подписи не менее 1 % зарегистрированных избирателей в конкретном районе. Голосование проходило на основе всеобщего избирательного права, с участием всех граждан старше восемнадцати. 
348 мест в Конгрессе депутатов были распределены между 50 многомандатными избирательными округами, каждый из которых соответствовал одной из 50 испанских провинций, ещё два места были предназначены для Сеуты и Мелильи. Каждая провинция имела право как минимум на два места в Конгрессе, остальные 248 мест были распределены среди 50 провинций пропорционально их населению. Места в многомандатных округах распределялись по методу д'Ондта, с использованием закрытых списков и пропорционального представительства. В каждом из многомандатных округов к распределению мандатов допускались только списки сумевшие преодолеть порог в 3 % действительных голосов, которые включали и пустые бюллетени.
208 мест в Сенате был распределены между 58 округами. Каждый из 47 округов на полуострове, имел четыре места в Сенате. Островные провинции, Балеарские и Канарские острова, были разделены на девять округов. Три больших округа, Мальорка, Гран-Канария и Тенерифе, получили по три места в Сенате, малые округа, Менорка, Ивиса—Форментера, Фуэртевентура, Гомера—Иерро, Лансароте и Пальма — по одному. Сеута и Мелилья избирали по два сенатора. В общей сложности, в Сенате насчитывалось 208 депутатов, избираемых прямым голосованием, с использованием открытого списка с частичным блоком голосования. Вместо того, чтобы голосовать за партии, избиратели отдавали голоса за отдельных кандидатов. В четырёхмандатных округах избиратели могли проголосовать не более чем за три кандидата, в трёх- и двухмандатных за двух кандидатов, в одномандатных округах за одного кандидата. Кроме того, каждое из автономных сообществ могли избрать по крайней мере одного сенатора и имели право на одно дополнительное место на каждый миллион жителей.

## Предыстория
Очередные выборы в парламент Испании должны были пройти в ноябре 1993 года. Но из-за ухудшения политического климата в стране и необходимости подтвердить мандат народа на проведение необходимых экономических реформ, 12 апреля 1993 года премьер-министр Фелипе Гонсалес объявил о роспуске кортесов и проведении досрочных выборов.

## Предвыборная кампания
Как и на предыдущих выборах, основным соперников правящей Испанской социалистической рабочей партии стала правоцентристская Народная партия, выдвинувшая на пост премьер-министра своего лидера Хосе Марию Аснара. Официально предвыборная кампания стартовала 21 мая и выдалась самой напряжённой и интенсивной за последние 10 лет. Впервые с 1977 года опросы не показывали доминирования одной партии. Народная партия, вдохновлённая данными социологов, главными вопросами своей кампании сделала экономические проблемы, замедление темпов экономического роста, увеличение безработицы и ослабление испанской валюты, а также коррупционные скандалы вокруг ИСРП. Социалисты в своей предвыборной агитации делали акцент на имеющемся у них опыте в управлении государством, харизме Гонсалеса и его личной популярности, всё ещё довольно высокой после 11 лет пребывания у власти. Впервые в истории Испании прошли телевизионные дебатов между двумя основными претендентами на должность главы правительства, Гонсалесом и Аснаром.

## Опросы
Результаты предвыборных опросов общественного мнения приведены в таблице ниже в обратном хронологическом порядке, показывая самые последние первыми. Приведены последние даты опроса, а не дата публикации. Если такая дата неизвестна, указана дата публикации. Самый высокий процент в каждом опросе отображается жирным шрифтом и выделен цветом ведущего участника. Колонка справа показывает разницу между двумя ведущими партиями в процентных пунктах. Если конкретный опрос не показывает данные для какой-либо из партий, ячейки этой партии, соответствующая данному опросу показана пустой. Светло-зелёным цветом выделены экзит-поллы.
| Организация                                                         | Дата           | Испанская социалистическая рабочая партия | Народная партия | Объединённые левые | Демократический и социальный центр | Конвергенция и Союз |     | Предел погрешности | Количество опрошенных | Разница |  |  |
| ------------------------------------------------------------------- | -------------- | ----------------------------------------- | --------------- | ------------------ | ---------------------------------- | ------------------- | --- | ------------------ | --------------------- | ------- |  |  |
| Организация                                                         | Дата           |                                           |                 |                    |                                    |                     |     |                    |                       |         |  |  |
| Итоги выборов Архивная копия от 3 марта 2016 на Wayback Machine     | 6 июня 1993    | 38,8                                      | 34,8            | 9,6                | 1,8                                | 4,9                 | 1,2 |                    |                       | 4,0     |  |  |
|                                                                     |                |                                           |                 |                    |                                    |                     |     |                    |                       |         |  |  |
| Demoscopia Архивная копия от 4 августа 2016 на Wayback Machine      | 6 июня 1993    | 37,1                                      | 34,4            | 10,2               |                                    | 5,0                 |     |                    |                       | 2,7     |  |  |
| PSOE Архивная копия от 4 марта 2016 на Wayback Machine              | 6 июня 1993    | 37,5                                      | 34,1            |                    |                                    |                     |     |                    |                       | 3,4     |  |  |
| Gallup                                                              | 30 мая 1993    | 32,1                                      | 33,0            | 10,6               | 2,6                                | 5,6                 | 1,4 | ±1,3 pp            | 6 050                 | 0,9     |  |  |
| Sigma Dos                                                           | 30 мая 1993    | 34,6                                      | 35,9            | 11,4               | 1,4                                | 4,9                 | 1,3 | ±0,9 pp            | 13 200                | 1,3     |  |  |
| Opina Архивная копия от 12 февраля 2017 на Wayback Machine          | 27 мая 1993    | 35,0                                      | 35,6            | 11,4               | 2,1                                | 5,0                 | 1,3 | ±2,2 pp            | 2 000                 | 0,6     |  |  |
| Vox Pública Архивная копия от 4 марта 2016 на Wayback Machine       | 27 мая 1993    | 34,5                                      | 32,5            | 10,1               | 2,3                                | 5,5                 | 1,5 | ±1,1 pp            | 8 148                 | 2,0     |  |  |
| Diario 16 Архивная копия от 12 февраля 2017 на Wayback Machine      | 26 мая 1993    | 33,9                                      | 35,5            |                    |                                    |                     |     |                    |                       | 1,6     |  |  |
| Demoscopia Архивная копия от 13 февраля 2017 на Wayback Machine     | 26 мая 1993    | 34,5                                      | 34,8            | 10,7               | 2,4                                | 5,0                 | 1,4 | ±0,9 pp            | 11 000                | 0,3     |  |  |
| Gruppo Архивная копия от 12 февраля 2017 на Wayback Machine         | 25 мая 1993    | 35,0                                      | 35,8            | 12,1               | 1,5                                | 4,9                 | 1,6 | ±1,4 pp            | 5 000                 | 0,8     |  |  |
| ICP-Research Архивная копия от 12 февраля 2017 на Wayback Machine   | 24 мая 1993    | 33,5                                      | 32,8            | 10,6               | 3,0                                | 5,1                 | 1,3 | ±1,0 pp            | 10 000                | 0,7     |  |  |
| Sigma Dos                                                           | 23 мая 1993    | 34,0                                      | 35,2            | 12,6               | 1,5                                | 5,0                 | 1,5 | ±1,8 pp            | 3 000                 | 1,2     |  |  |
| CIS Архивная копия от 12 февраля 2017 на Wayback Machine            | 19 мая 1993    | 33,8                                      | 33,8            | 12,2               | 1,5                                | 5,9                 | 1,6 |                    |                       | Ничья   |  |  |
| Vox Pública Архивная копия от 12 февраля 2017 на Wayback Machine    | 18 мая 1993    | 35,0                                      | 30,7            | 10,1               | 2,4                                | 5,6                 | 1,5 | ±1,2 pp            | 6 415                 | 4,3     |  |  |
| ICP-Research                                                        | 17 мая 1993    | 35,0                                      | 33,0            | 10,7               | 3,1                                | 5,1                 | 1,3 | ±3,1 pp            | 1 000                 | 2,0     |  |  |
| Sigma Dos                                                           | 16 мая 1993    | 34,8                                      | 35,3            | 12,4               | 1,4                                | 5,0                 | 1,5 | ±1,0 pp            | 10 200                | 0,5     |  |  |
| Demoscopia Архивная копия от 12 февраля 2017 на Wayback Machine     | 12 мая 1993    | 36,6                                      | 35,5            | 11,2               | 1,4                                | 4,9                 | 1,1 | ±2,0 pp            | 2 500                 | 1,1     |  |  |
| Opina Архивная копия от 12 февраля 2017 на Wayback Machine          | 12 мая 1993    | 36,6                                      | 35,7            | 10,1               | 2,0                                | 5,1                 | 1,4 | ±2,2 pp            | 2 000                 | 0,9     |  |  |
| Gruppo Архивная копия от 12 февраля 2017 на Wayback Machine         | 11 мая 1993    | 34,1                                      | 35,1            | 12,9               | 2,0                                | 4,9                 | 1,5 | ±1,4 pp            | 5 000                 | 1,0     |  |  |
| ICP-Research                                                        | 10 мая 1993    | 33,5                                      | 33,0            | 10,6               | 2,9                                | 4,2                 | 1,0 | ±3,1 pp            | 1 000                 | 0,5     |  |  |
| Sigma Dos Архивная копия от 15 августа 2016 на Wayback Machine      | 4 мая 1993     | 35,8                                      | 34,5            | 11,7               | 1,2                                | 4,8                 | 1,6 |                    |                       | 1,3     |  |  |
| ICP-Research                                                        | 26 апреля 1993 | 34,2                                      | 33,4            | 13,4               | 2,8                                | 5,2                 | 1,1 | ±3,1 pp            | 1 000                 | 0,8     |  |  |
| Opina Архивная копия от 12 февраля 2017 на Wayback Machine          | 21 апреля 1993 | 35,5                                      | 36,0            | 11,0               | 1,0                                | 5,5                 | 1,2 | ±2,2 pp            | 2 006                 | 0,5     |  |  |
| Intergallup                                                         | 18 апреля 1993 | 35,3                                      | 35,3            | 11,9               | 2,5                                | 4,3                 |     | ±3,1 pp            | 1 003                 | Ничья   |  |  |
| Eco Consulting Архивная копия от 12 августа 2016 на Wayback Machine | 16 апреля 1993 | 33,3                                      | 34,2            | 12,1               | 1,7                                | 5,4                 |     | ±2,8 pp            | 1 200                 | 0,9     |  |  |
| Vox Pública Архивная копия от 12 февраля 2017 на Wayback Machine    | 16 апреля 1993 | 36,0                                      | 32,6            | 10,7               | 1,7                                | 3,5                 | 1,0 | ±1,1 pp            | 6 200                 | 3,4     |  |  |
| Sigma Dos                                                           | 15 апреля 1993 | 34,4                                      | 35,8            | 12,1               | 1,1                                | 5,0                 | 1,6 | ±1,1 pp            | 8 200                 | 1,4     |  |  |
| CIS Архивная копия от 12 февраля 2017 на Wayback Machine            | 26 марта 1993  | 34,6                                      | 33,6            | 11,6               | 1,5                                | 4,7                 | 1,4 | ±2,0 pp            | 2 500                 | 1,0     |  |  |
| Opina Архивная копия от 12 февраля 2017 на Wayback Machine          | 24 марта 1993  | 36,5                                      | 35,4            | 11,7               | 1,7                                | 5,6                 | 1,5 | ±2,2 pp            | 2 016                 | 1,1     |  |  |
| Demoscopia Архивная копия от 12 февраля 2017 на Wayback Machine     | 14 марта 1993  | 33,9                                      | 33,3            | 11,5               | 2,0                                | 5,0                 | 1,2 |                    |                       | 0,6     |  |  |
|                                                                     |                |                                           |                 |                    |                                    |                     |     |                    |                       |         |  |  |

## Результаты

### Конгресс депутатов
| Партии и коалиции                        | Партии и коалиции                                       | Партии и коалиции                                              | Лидер                                 | Голоса     | Голоса | Голоса | Места | Места |
| Партии и коалиции                        | Партии и коалиции                                       | Партии и коалиции                                              | Лидер                                 | Голоса     | %      | ±п.п.  | Места | +/−   |
| ---------------------------------------- | ------------------------------------------------------- | -------------------------------------------------------------- | ------------------------------------- | ---------- | ------ | ------ | ----- | ----- |
|                                          | Испанская социалистическая рабочая партия               | исп. Partido Socialista Obrero Español, PSOE                   | Фелипе Гонсалес                       | 9 150 083  | 38,78  | ▼1,33  | 159   | ▼18   |
|                                          | Народная партия                                         | исп. Partido Popular, PP                                       | Хосе Мария Аснар                      | 8 201 463  | 34,76  | ▲8,97  | 141   | ▲34   |
|                                          | Объединённые левые                                      | исп. Izquierda Unida, IU                                       | Хулио Ангита                          | 2 253 722  | 9,55   | ▲0,48  | 18    | ▲1    |
|                                          | Конвергенция и Союз                                     | кат. Convergència i Unió, CiU                                  | Микел Рока                            | 1 165 783  | 4,94   | ▼0,10  | 17    | ▼1    |
|                                          | Демократический и социальный центр                      | исп. Centro Democrático y Social, CDS                          | Рафаэль Кальво Ортега                 | 414 740    | 1,76   | ▼6,13  | 0     | ▼14   |
|                                          | Баскская националистическая партия                      | баск. Euzko Alderdi Jeltzalea, EAJ                             | Иньяки Анасагасти                     | 291 448    | 1,24   | ▬      | 5     | ▬     |
|                                          | Канарская коалиция                                      | исп. Coalición Canaria, CC                                     | Лоренсо Оларте                        | 207 077    | 0,88   | ▲0,56  | 4     | ▲3    |
|                                          | Народное единство                                       | баск. Herri Batasuna, HB                                       | Джон Идигорас                         | 206 876    | 0,88   | ▼0,18  | 2     | ▼2    |
|                                          | Республиканская левая Каталонии                         | кат. Esquerra Republicana de Catalunya, ERC                    | Пилар Раола-и-Мартинес                | 189 632    | 0,80   | ▲0,39  | 1     | ▲     |
|                                          | Зелёные—Зелёный список                                  | исп. Los Verdes–Lista Verde, LV-LV                             |                                       | 185 940    | 0,79   | ▲0,02  | 0     | —     |
|                                          | Регионалистская арагонская партия                       | исп. Partido Aragonés Regionalista, PAR                        | Хосе Мария Мур                        | 144 544    | 0,61   | ▲0,26  | 1     | ▬     |
|                                          | Баскская солидарность–Баскские левые                    | баск. Eusko Alkartasuna–Euskal Ezkerra, EA–EuE                 | Шабиэр Албистур                       | 129 293    | 0,55   | ▼0,12  | 1     | ▼1    |
|                                          | Галисийский националистический блок                     | галис. Bloque Nacionalista Galego, BNG                         |                                       | 126 965    | 0,54   | ▲0,31  | 0     | —     |
|                                          | Валенсийский союз                                       | исп. Unión Valenciana, UV                                      | Висенте Гонсалес Лисондо              | 112 341    | 0,48   | ▼0,23  | 1     | ▼1    |
|                                          | Андалусистская партия                                   | исп. Partido Andalucista, PA                                   | Сальвадор Перес Буэно                 | 96 513     | 0,41   | ▼0,63  | 0     | ▼2    |
|                                          | Экологисты                                              | исп. Los Ecologistas, LE                                       |                                       | 68 851     | 0,29   | ▼0,38  | 0     | —     |
|                                          | Группа Руиса-Матеоса—Европейский демократический альянс | исп. Agrupación Ruiz-Mateos-Alianza Demócrata Europea, ARM-ADE | Хосе Мария Руис-Матеос                | 54 518     | 0,23   | ▼0,84  | 0     | —     |
|                                          | Андалусийская партия прогресса                          | исп. Partido Andaluz del Progreso, PAP                         | Педро Пачеко                          | 43 169     | 0,18   | новая  | 0     | —     |
|                                          | Единство валенсийского народа                           | вал. Unitat del Poble Valencià, UPV                            |                                       | 41 052     | 0,17   | ▼0,03  | 0     | —     |
|                                          | Рабочая социалистическая партия                         | исп. Partido Socialista de los Trabajadores, PST               |                                       | 30 068     | 0,13   | ▼0,27  | 0     | —     |
|                                          | Союз за прогресс Кантабрии                              | исп. Unión para el Progreso de Cantabria, UPCA)                |                                       | 27 005     | 0,11   | новая  | 0     | —     |
|                                          | Партии, набравшие менее 0,1 % голосов                   | Партии, набравшие менее 0,1 % голосов                          | Партии, набравшие менее 0,1 % голосов | 262 102    | 1,11   | ▲0,41  | 0     | —     |
|                                          | Пустые бюллетени                                        | Пустые бюллетени                                               | Пустые бюллетени                      | 188 679    | 0,80   | ▲0,11  |       |       |
|                                          |                                                         |                                                                |                                       |            |        |        |       |       |
| Всего                                    | Всего                                                   | Всего                                                          | Всего                                 | 23 591 864 | 100,00 |        | 350   | —     |
| Недействительные голоса                  | Недействительные голоса                                 | Недействительные голоса                                        | Недействительные голоса               | 126 952    | 0,54   | ▼0,20  |       |       |
| Зарегистрировано / Явка                  | Зарегистрировано / Явка                                 | Зарегистрировано / Явка                                        | Зарегистрировано / Явка               | 31 030 511 | 76,44  | ▼6,70  |       |       |
|                                          |                                                         |                                                                |                                       |            |        |        |       |       |
| Источник: Ministerio del Interior (исп.) |                                                         |                                                                |                                       |            |        |        |       |       |

1. ↑  Совместно с Партией социалистов Каталонии и Социалистической партией Страны Басков–«Левыми Страны Басков»[англ.]
2. ↑  В том числе, 18 депутатов от Партии социалистов Каталонии, 7 от Социалистической партии Страны Басков–«Левые Страны Басков»[англ.] и два независимых
3. ↑  Совместно с Союзом наваррского народа
4. ↑  В том числе, 3 депутата от Союза наваррского народа
5. ↑  Включала КПИ, ОСПК, ПСД, РЛ, ПФ, Коллектив рабочего единства–Андалусийский левый блок, Демократическую партия новых левых, Инициативу для Каталонии, Галисийское единство и независимых
6. ↑  В том числе, 13 депутатов от КПИ, 3 от ОСПК, 1 от ПСД и 1 независимый
7. ↑  Из них, 12 депутатов от ДКК и 5 от ДСК
8. ↑  2 депутата от Группы независимых Тенерифе, по 1 от Канарского националистического центра и Канарской националистической инициативы
9. ↑  Коалиция Конфедерации зелёных[исп.], Зелёных Андалусии, экологической конфедерации Каталонии и Экологической партии Страны Басков — Зелёный список
10. ↑  Новое название партии Зелёные экологисты
11. ↑  В Арагоне и Гвадалахаре совместно с Независимой арагонской партией и Социальным арагонским движением
12. ↑  ПСМ-Националистическое соглашение Балеарских островов, Регионалистская партия Кантабрии, Алавесское единство, Группа независимых либералов, Партия Гран-Канарии, Союз леонского народа, Партия природного закона, Астурианистская партия, «Единая Эстремадура», Коммунистическая партия народов Испании, Союз майоркинский, меноркский и питиузский, Экологическая партия Каталонии, Гуманистическая партия, Революционная рабочая партия Испании, Испанская фаланга, Коалиция за новую социалистическую партию, Партия Риохи, Союз арагонцев, Галисийская националистическая конвергенция, Земля комунера–Кастильская националистическая партия, Галисийская альтернатива, Испанское демократическое республиканское действие, Солидарность за здоровье и экологию, Мадридская независимая региональная партия, Группа независимых граждан–Серые пантеры Испании, Валенсийская националистическая левая, Независимая испанская фаланга, Народная паленсийская группа, «Радуга», Зелёные Страны Аликантино, Кантоналистская партия, Регионалистская партия Страны Леон, Испанское католическое движение, Тенерифская ассамблея, Социалистическая партия народа Сеуты, Островная ассоциация Гран-Канарии, Кастелланистский союз, «Помочь Астурии», Аутентичная испанская фаланга, Аликантийский демократический союз, Прогрессивный фронт Испании, Союз автономий, Социалистический октябрь, Независимый совет Астурии, Партия интеграции для Альмерии и её народов, Испанская балеарская альтернатива, Независимая политическая партия толерантного референдума, «Люди», Националистическая партия Кантабрии, Независимая федерация Арагона, Балеарская радикальная партия, Партия тагоров, Регионалистская партия Гвадалахары, Социал-демократическая испанская христианская монархия, Сорианский прогрессивный союз, Националистическая партия Кастилии и Леона, Инициатива для Сеуты, Коалиция за свободные Канары, Независимая группа Фрейши, Объединённые центристы–Испанская демократическая партия, Коммунистическое объединение Испании

### Сенат
В выборах 208 сенаторов приняли участие 20 684 212 человек (69,87 %). Недействительных бюллетеней — 710 101 (3,43 %), пустых бюллетеней — 334 118 (1,67 %).
| Партии и коалиции                        | Партии и коалиции                         | Партии и коалиции                            | Лидер             | Места | Места |
| Партии и коалиции                        | Партии и коалиции                         | Партии и коалиции                            | Лидер             | Места | +/−   |
| ---------------------------------------- | ----------------------------------------- | -------------------------------------------- | ----------------- | ----- | ----- |
|                                          | Испанская социалистическая рабочая партия | исп. Partido Socialista Obrero Español, PSOE | Фелипе Гонсалес   | 96    | ▼11   |
|                                          | Народная партия                           | исп. Partido Popular, PP                     | Хосе Мария Аснар  | 93    | ▲15   |
|                                          | Конвергенция и Союз                       | исп. Convergència i Unió, CiU                | Микел Рока        | 10    | ▬     |
|                                          | Канарская коалиция                        | исп. Coalición Canaria, CC                   | Лоренсо Оларте    | 5     | ▲1    |
|                                          | Баскская националистическая партия        | баск. Euzko Alderdi Jeltzalea, EAJ           | Иньяки Анасагасти | 3     | ▼1    |
|                                          | Народное единство                         | баск. Herri Batasuna, HB                     | Иньяки Эснаола    | 1     | ▼2    |
|                                          |                                           |                                              |                   |       |       |
| Всего                                    | Всего                                     | Всего                                        | Всего             | 208   | ▬     |
|                                          |                                           |                                              |                   |       |       |
| Источник: Ministerio del Interior (исп.) |                                           |                                              |                   |       |       |

1. ↑  В том числе, 1 независимый
2. ↑  Из них, 6 сенаторов от ДКК, 3 от ДСК и 1 независимый
3. ↑  2 сенатора от Группы независимых Тенерифе, по 1 от Канарской националистической инициативы, Ассамблеи Махореро и Группы независимых Иерро
4. ↑  По сравнению с результатами Канарских независимых, Ассамблеи Махореро и Группы независимых Иерро

## Результаты по регионам
Распределение голосов и мандатов за партии и коалиции по регионам Испании. Указаны только общенациональные партии, набравшие не менее 0,2 % во всей Испании и региональные партии, получившие не менее 0,4 % в автономном сообществе.
| Регион            | ИСРП       | ИСРП  | НП         | НП    | Левые      | Левые | ДСЦ        | ДСЦ   | Зелёные    | Зелёные | Экологисты | Экологисты | ГРМ        | ГРМ   | Регионалисты | Регионалисты | Всего |
| Регион            | Голоса (%) | Места | Голоса (%) | Места | Голоса (%) | Места | Голоса (%) | Места | Голоса (%) | Места   | Голоса (%) | Места      | Голоса (%) | Места | Голоса (%)   | Места        | Всего |
| ----------------- | ---------- | ----- | ---------- | ----- | ---------- | ----- | ---------- | ----- | ---------- | ------- | ---------- | ---------- | ---------- | ----- | ------------ | ------------ | ----- |
| Андалусия         | 51,4       | 37    | 29,8       | 20    | 12,1       | 4     | 0,8        | 0     | 0,6        | 0       | 0,2        | 0          | 0,1        | 0     | 3,5          | 0            | 61    |
| Арагон            | 34,3       | 7     | 32,9       | 4     | 9,7        | 1     | 1,3        | 0     | 0,6        | 0       | 0,2        | 0          | 0,1        | 0     | 19,8         | 1            | 13    |
| Астурия           | 39,3       | 4     | 37,3       | 4     | 15,4       | 1     | 3,6        | 0     | 0,6        | 0       | 0,2        | 0          | 0,1        | 0     | 1,6          | 0            | 9     |
| Балеары           | 33,9       | 3     | 46,4       | 4     | 5,9        | 0     | 1,8        | 0     | 2,1        | 0       | 0,7        | 0          | 0,3        | 0     | 7,3          | 0            | 7     |
| Валенсия          | 38,3       | 12    | 40,5       | 15    | 10,5       | 3     | 1,6        | 0     | 0,9        | 0       | 0,3        | 0          | 0,2        | 0     | 6,3          | 1            | 31    |
| Галисия           | 35,9       | 11    | 47,1       | 15    | 4,7        | 0     | 1,5        | 0     | 0,3        | 0       | 0,3        | 0          | 0,2        | 0     | 8,0          | 0            | 26    |
| Канары            | 29,8       | 5     | 33,9       | 5     | 5,0        | 0     | 1,2        | 0     | 0,3        | 0       | 0,5        | 0          | 0,1        | 0     | 27,5         | 4            | 14    |
| Кантабрия         | 37,1       | 3     | 37,0       | 2     | 7,4        | 0     | 1,5        | 0     | 0,5        | 0       | 0,2        | 0          | 0,1        | 0     | 13,8         | 0            | 5     |
| Кастилия-Ла-Манча | 45,3       | 10    | 45,0       | 10    | 7,6        | 0     | 2,0        | 0     | 0,5        | 0       | 0,2        | 0          | 0,2        | 0     | —            | —            | 20    |
| Кастилия-Леон     | 36,7       | 13    | 47,3       | 20    | 7,7        | 0     | 4,1        | 0     | 0,7        | 0       | 0,2        | 0          | 0,2        | 0     | 0,7          | 0            | 33    |
| Каталония         | 34,9       | 18    | 17,0       | 8     | 7,5        | 3     | 0,8        | 0     | 1,0        | 0       | 0,3        | 0          | 0,2        | 0     | 36,9         | 18           | 47    |
| Мадрид            | 34,9       | 13    | 43,9       | 16    | 14,6       | 5     | 3,0        | 0     | 1,0        | 0       | 1,3        | 0          | 0,4        | 0     | —            | —            | 34    |
| Мурсия            | 38,6       | 4     | 47,3       | 4     | 9,2        | 1     | 2,2        | 0     | 0,7        | 0       | 0,2        | 0          | 0,2        | 0     | —            | —            | 9     |
| Наварра           | 34,8       | 2     | 36,1       | 3     | 8,7        | 0     | 1,7        | 0     | 1,3        | 0       | —          | —          | 0,3        | 0     | 15,1         | 0            | 5     |
| Риоха             | 37,6       | 2     | 46,2       | 2     | 6,9        | 0     | 2,1        | 0     | 0,6        | 0       | 0,3        | 0          | 0,2        | 0     | 4,4          | 0            | 4     |
| Страна Басков     | 24,5       | 7     | 14,7       | 4     | 6,3 %      | 0     | 0,7        | 0     | 1,0        | 0       | 0,5        | 0          | 0,2        | 0     | 49,8         | 8            | 19    |
| Эстремадура       | 51,5       | 7     | 35,7       | 4     | 7,8        | 0     | 2,0        | 0     | 0,5        | 0       | 0,2        | 0          | 0,1        | 0     | 1,0          | 0            | 11    |
| Сеута             | 40,6       | 0     | 50,9       | 1     | —          | —     | 1,6        | 0     | 1,6        | 0       | —          | —          | —          | —     | 3,9          | 0            | 1     |
| Мелилья           | 48,8       | 1     | 44,9       | 0     | 2,6        | 0     | 2,1        | 0     | —          | —       | —          | —          | —          | —     | —            | —            | 1     |
| Всего             | 38,8       | 159   | 34,8       | 141   | 9,6        | 18    | 1,76       | 0     | 0,8        | 0       | 0,3        | 0          | 0,2        | 0     |              | 32           | 350   |

1. ↑  Андалусистская партия — 2,4 %, Андалусийская партия прогресса — 1,1 %
2. ↑  Регионалистская арагонская партия — 19,0 %, Союз арагонцев — 0,8
3. ↑  Регионалистская арагонская партия
4. ↑  Астурианистская партия
5. ↑  ПСМ-Националистическое соглашение Балеарских островов — 4,9 %, Союз майоркинский, меноркский и питиузский — 2,4 %
6. ↑  Объединённые левые Страны Валенсия
7. ↑  Валенсийский союз — 4,6 %, Единство валенсийского народа — 1,7 %
8. ↑  Валенсийский союз
9. ↑  Галисийский националистический блок — 8,0 %
10. ↑  Канарская единая левая
11. ↑  Канарские независимые — 25,6 %, Партия Гран-Канарии — 1,9
12. ↑  Канарские независимые
13. ↑  Союз за прогресс Кантабрии — 8,2 %, Регионалистская партия Кантабрии — 5,6 %
14. ↑  Союз леонского народа — 0,7 %
15. ↑  Партия социалистов Каталонии
16. ↑  Инициатива для Каталонии: ОСПК и Левое националистическое соглашение
17. ↑  Конвергенция и Союз — 31,8 %, Республиканская левая Каталонии — 5,1 %
18. ↑  Конвергенция и Союз —17, Республиканская левая Каталонии — 1
19. ↑  Вместе с Союзом наваррского народа
20. ↑  Народное единство[англ.] — 10,3 %, Баскская солидарность—Баскские левые — 3,7 %, Баскская националистическая партия — 1,1 %
21. ↑  Партия Риохи — 4,4 %
22. ↑  Социалистическая партия Страны Басков–«Левые Страны Басков»
23. ↑  Баскская националистическая партия — 24,0 %, Народное единство[англ.] — 14,6 %, Баскская солидарность–Баскские левые — 9,8 %, Алавесское единство — 1,4 %
24. ↑  Баскская националистическая партия — 5, Народное единство[англ.] — 2, Баскская солидарность — 1
25. ↑  Единая Эстремадура
26. ↑  Социалистическая партия народа Сеуты — 3,8

Социалисты победили в 8 автономных сообществах из 17 и в 23 провинциях из 50, в том числе в Барселоне, а также в Мелилье. Народная партия выиграла выборы в 9 автономных сообществах и в 24 провинциях, в том числе Мадриде, а также в Сеуте. «Конвергенция и Союз» занял первое место в Жироне и Льейде. Баскские националисты первенствовали в Бискайе.

## После выборов
29 июня 1993 года председателем Конгресса был избран социалист Феликс Понс Ирасасабаль. За него проголосовали 184 депутата, за его соперника, Федерико Трильо (Народная партия) — 142 человека, 2 бюллетеня оказались пустыми.
9 июля 1993 года состоялись выборы нового премьер-министра. За действующего главу кабинета Фелипе Гонсалеса отдали свои голоса 181 депутат (из них, ИСРП — 159, «Конвергения и Союз» — 17, Баскская националистическая партия — 5 человек). Против голосовали 165 парламентария (из них, Народная партия — 141, «Объединённые левые» — 17, Канарская коалиция — 4, Республиканская левая Каталонии — 1, Баскская солидарность–Баскские левые и Валенсийский союз — по 1), депутат от Регионалистской арагонской партии от участия в голосовании воздержался, оба депутата от Народное единство и 1 парламентарий от «Объединённых левых» отсутствовали.
Впервые с выборов 1982 года социалисты не смогли получить даже половины мест в обеих палатах парламента, завоевав лишь относительное большинство. В результате, ИСРП пришлось перед голосованием по кандидатуре премьер-министра заручиться поддержкой каталонских и баскских сепаратистов. В дальнейшем, работа социалистического правительства была сильно осложнена необходимостью привлекать голоса других партий, чтобы провести через парламент необходимый законопроект.
Для главного оппонента социалистов, Народной партии, выборы оказались более удачными. Правоцентристы смогли более чем в полтора раза увеличить количество голосов, что позволило им почти на треть расширить своё представительство в нижней палате и, самое главное, лишить ИСРП абсолютного большинства. Хотя правящая партия в итоге смогла удержать власть, но её положение было значительно осложнено. Каталонские националисты из «Конвергенции и Союза» потеряли один мандат, а баскские националисты впервые с 1977 года уступили первое место по итогам выборов в Стране Басков.